# Popstars (programma televisivo)
Popstars è un talent show andato in onda in varie parti del mondo. Originariamente il programma andò in onda in Nuova Zelanda nel 1999 quando il produttore Jonathan Dowling decise di creare un gruppo musicale tutto al femminile composto da cinque componenti. Popstars è andato in onda in oltre 50 paesi.
In Italia, sono state prodotte due edizioni del programma andate in onda su Italia 1 rispettivamente nel 2001 e nel 2003.

## Il programma
Lo scopo del programma era quello di scovare talenti canori attraverso provini per formare boyband, girlband o band miste e di inserirle nel mondo della musica. Originariamente il programma andò in onda in Nuova Zelanda nel 1999, quando il produttore Jonathan Dowling decise di creare un gruppo musicale, e il format fu poi venduto alla Screentime (rete televisiva australiana), e successivamente la TresorTV (rete televisiva tedesca) ne acquistò i diritti. Il grande successo per il programma arrivò all'inizio del 2000 quando si diffuse a livello mondiale, andando in onda in oltre 50 paesi. Il programma venne poi abbandonato dalle varie reti televisive a causa della scarsità di pubblico e per i costi elevati di produzione. Il paese in cui il programma ebbe molta popolarità è stato la Germania, che nonostante l'avvento di programmi di grande successo come The X Factor e Got Talent, ha visto ben undici edizioni, l'ultima delle quali è andata in onda nel 2015.
La prima band nata dal programma fu quella delle TrueBliss in Nuova Zelanda. Tra le band che dopo la loro formazione hanno riscosso più successo ricordiamo le Girls Aloud in Regno Unito, le Bandana in Argentina e infine le No Angels e le Monrose in Germania.

### Curiosità
- In Germania tutte le edizioni di Popstars avevano un sottotitolo riguardante l'obiettivo;
- In Regno Unito il format subì la sua prima grande modifica e cominciò a intitolarsi "Rivals", in cui l'obiettivo era formare due gruppi e farli sfidare in classifica;
- In Italia, la seconda serie ("Superstar Tour") doveva essere l'edizione "Rivals" ma causa mancanza fondi si optò per formare un solo gruppo;
- La versione spagnola del programma aveva molte analogie con il programma televisivo Operazione trionfo;
- Dopo la breve esperienza in Austria, Popstars ritornò anche in Germania nell'anno 2012;
- Dopo anni di assenza Popstars tornò in Francia nel 2013;
- Il concetto di formare un gruppo è parzialmente presente nel talent show X Factor, spesso quando molti solisti che non riescono a superare alcune fasi, viene proposto loro di unirsi in un gruppo oppure inseriscono un solista in un gruppo già formato, i più famosi sono One Direction e Little Mix per il Regno Unito e Fifth Harmony per gli Stati Uniti d'America;
- Nel 2015 il programma tornò in Germania dopo tre anni di assenza e sul canale RTL II, dopo anni di trasmissione su ProSieben, ma a causa dei bassi ascolti lo show ha chiuso definitivamente;
- Nel 2016 Simon Cowell e Ricky Martin crearono un format simile chiamato La banda trasmesso in America Latina, il cui concetto è formare un gruppo. Tra i giudici erano presenti anche Laura Pausini e Alejandro Sanz;
- Tra l'estate e l'autunno 2016 nei Paesi Bassi venne prodotto un format simile chiamato The Next Boy/Girl Band il cui scopo era creare un gruppo maschile e uno femminile, il format stesso è stato esportato in Indonesia e in Thailandia.
- Sul finire del 2019 Simon Cowell lanciò uno spin off di X Factor, chiamato "X Factor The Band", che ha il compito di reclutare due gruppi musicali, uno maschile e uno femminile, sulla falsariga di "Popstars The Rivals".

## La versione italiana

### Prima edizione
La prima edizione italiana dal titolo Popstar andò in onda dall'8 gennaio al 30 marzo 2001 su Italia 1 con la conduzione di Daniele Bossari. Il programma consisteva in una prima fase di selezioni svolte da una giuria formata da Irene Ghergo e Diego Quaglia. Dopo le selezioni, terminate il 28 febbraio, le ragazze selezionate convissero nella stessa casa per 33 giorni venendo riprese 24 ore su 24. Dopo alcune puntate serali furono scelte dalla giuria cinque ragazze: Marcella Ovani, Veronica Rubino, Dominique Fidanza, Marta Falcone e Roberta Ruiu, che diedero vita alle Lollipop, gruppo che ebbe un buon successo in Italia tra il 2001 e il 2002. Il gruppo si sciolse nel 2005 dopo aver pubblicato due album, Popstars e Together. Nel 2013 Marcella, Veronica, Marta e Roberta riuniscono il gruppo, senza la partecipazione di Dominique. Nel 2018 ancora una volta tornano, in forma di trio stavolta, senza Roberta.
Le 10 concorrenti che presero parte alla fase finale furono:
- Dominique Fidanza (vincitrice)
- Roberta Ruiu (vincitrice)
- Marta Falcone (vincitrice)
- Veronica Rubino (vincitrice)
- Marcella "Marcellina" Ovani (vincitrice)
- Dajana D'Ippolito
- Anna Unicori
- Annita
- Marcella Chinnici
- Cesira Ferrini

Alle selezioni di questa prima edizione partecipò anche Linda, che viene scartata dalla giuria con grande rammarico di Daniele Bossari, particolarmente contrario alla bocciatura e Valentina Monetta, che dal 2012 al 2014 prese parte all'Eurovision Song Contest rappresentando San Marino.
Roberta Ruiu, dopo anni di assenza in TV, nel 2012 partecipò alla trasmissione Uomini e donne; mentre Dominique partecipò nel 2006 alla versione francese del talent show Star Academy classificandosi seconda iniziando una carriera solista; Marcella Ovani ha fatto sporadiche apparizioni in televisione.
La sigla del programma Everybody Come On (Wanna Be a Popstar), incisa poi anche dalle Lollipop, è composta da Max Longhi e Giorgio Vanni. Sempre in ambito del programma, Longhi e Vanni hanno composto anche la canzone W.I.T.C.H. cantata dalle Lucky Star, le vincitrici della seconda edizione, utilizzata come sigla dell'omonima serie animata.

### Seconda edizione
La seconda edizione, rinominata Superstar Tour, è andata in onda dal 15 settembre al 5 dicembre 2003, sempre su Italia 1, ma non riscosse il successo della precedente. Dopo la fase di selezioni, presentata da Daniele Bossari e con una giuria formata da Brian Bullard e Massimo Di Cataldo, era previsto un appuntamento in prima serata (Superstar Show) condotto da Michelle Hunziker, ma questo venne poi sospeso per bassi ascolti e gli ultimi scontri che portarono le ragazze prescelte da 12 a 3 andarono in onda il venerdì pomeriggio. Le tre ragazze, Emma, Laura Pisu e Colomba Pane, selezionate ancora una volta tramite il televoto, diedero vita al trio delle Lucky Star. Il gruppo ebbe poco successo e si sciolse nel 2006 dopo aver pubblicato un album, LS3, comprendente il singolo Stile.
Tra le finaliste ci fu anche Mariangela Argentino, all'epoca conosciuta con il diminutivo Mary, che riscosse un grande successo con la canzone M'ama o m'amerà e poi con la successiva partecipazione al Festival di Sanremo 2007 con il brano “Ninna Nanna”.
Nel 2010, una delle allora componenti delle Lucky Star, Emma, vinse il talent show Amici di Maria De Filippi e iniziò la carriera da solista. Laura Pisu nel 2010 apparì nel video di Ligabue Un colpo all'anima ed espresse interesse nel tornare sulle scene. Nell'autunno del 2013, sulla scia della reunion delle Lollipop, circolò voce di un ipotetico ritorno sulle scene del trio ma per una sola apparizione.
Le 12 concorrenti e l'ordine di eliminazione:
1. Emma (vincitrice)
2. Laura Pisu (vincitrice)
3. Colomba Pane (vincitrice)
4. Stella Russo (finalista)
5. Valentina Ambrosino (finalista)
6. Sarah Giuditta (finalista)
7. Alessandra (sesta eliminata)*
8. Barbara Monte (quinta eliminata)
9. Anna Montieri (quarta eliminata)
10. Valentina Cesetti (terza eliminata)
11. Mariangela "Mary" Argentino (seconda eliminata)
12. Rosaly (prima eliminata)

* Alessandra entrò dopo per sostituire un'altra concorrente di nome Gemma, che venne espulsa per problemi disciplinari.

## Gruppi reclutati nel mondo attraverso il format
| Nazione       | Anno      | Titolo                             | Rete TV            | Serie e vincitori                               | Anni attività           |
| ------------- | --------- | ---------------------------------- | ------------------ | ----------------------------------------------- | ----------------------- |
| Argentina     | 2001      | Popstars: Tu Show Está Por Empezar | Canal 9            | Bandana                                         | 2001-2004               |
| Argentina     | 2002      | Popstars: Tu Show Está Por Empezar | Telefe             | Mambrú                                          | 2002-2005               |
| Australia     | 2000      | Popstars                           | Seven Network      | Bardot                                          | 1999-2002               |
| Australia     | 2001      | Popstars                           | Seven Network      | Scandal'us                                      | 2001-2002               |
| Australia     | 2002      | Popstars                           | Seven Network      | Scott Cain                                      | 2002-presente           |
| Australia     | 2004      | Popstars Live                      | Seven Network      | Kayne Taylor                                    | 2004-2006               |
| Austria       | 2011      | Popstars: Mission Österreich       | PULS4              | Kilmokit                                        | 2011-2013               |
| Belgio        | 2001      | Pop Stars                          | VIER               | Vanda Vanda                                     | 2000-2005               |
| Brasile       | 2002      | Popstars                           | SBT                | Rouge                                           | 2002-2005 2013-presente |
| Brasile       | 2003      | Popstars                           | SBT                | Br'oZ                                           | 2003-2005               |
| Canada        | 2001      | Popstars                           | CTV                | Sugar Jones                                     | 2001-2002               |
| Canada        | 2002      | Popstars: Boy Meets Girl           | Global TV          | Velvet Empire                                   | 2002-2003               |
| Canada        | 2003      | Popstars: The One                  | Global TV          | Christa Borden                                  | 2003-presente           |
| Colombia      | 2002      | Popstars                           | Caracol Televisión | Escarcha                                        | 2002-2004               |
| Danimarca     | 2001      | Popstars                           | TV 2               | EyeQ                                            | 2001-2003               |
| Danimarca     | 2002      | Popstars                           | TV 2               | Jon Nørgaard                                    | 2002-presente           |
| Danimarca     | 2003      | Popstars                           | TV 2               | Fu:el                                           | 2003-2007               |
| Danimarca     | 2004      | Popstars Showtime!                 | TV 2               | Maria Lucia                                     | 2003-presente           |
| Danimarca     | 2014      | Popstars                           | TV 2               | Linnea                                          | 2014                    |
| Ecuador       | 2003      | Popstar                            | Teleamazonas       | Kiruba                                          | 2003-2004 2008-2009     |
| Ecuador       | 2004      | Popstar                            | Teleamazonas       | La Coba                                         | 2004-2005               |
| Filippine     | 2005      | Popstar Kids                       | GMA Network        | Rita Iringan                                    | 2005-presente           |
| Filippine     | 2007      | Popstar Kids                       | GMA Network        | Kierulf Raboy                                   | 2007-presente           |
| Finlandia     | 2002      | Popstars                           | MTV3               | Gimmel                                          | 2002-2004               |
| Finlandia     | 2004      | Popstars                           | MTV3               | indX                                            | 2004-2005               |
| Francia       | 2001      | Popstars                           | M6                 | L5                                              | 2001-2007               |
| Francia       | 2002      | Popstars                           | M6                 | Whatfor                                         | 2002-2003               |
| Francia       | 2003      | Popstars - le duel                 | M6                 | Linkup                                          | 2003-2004               |
| Francia       | 2007      | Popstars                           | M6                 | Sheryfa Luna                                    | 2007-presente           |
| Francia       | 2013      | Popstars                           | D8                 | The Mess                                        | 2013-2014               |
| Germania      | 2000      | Popstars                           | RTL II             | No Angels                                       | 2000-2003 2007–2014     |
| Germania      | 2001      | Popstars                           | RTL II             | Bro’Sis                                         | 2001–2006               |
| Germania      | 2003      | Popstars - Das Duell               | ProSieben          | Overground/Preluders                            | 2003–2008               |
| Germania      | 2004      | Popstars                           | ProSieben          | Nu Pagadi                                       | 2004–2005               |
| Germania      | 2006      | Popstars                           | ProSieben          | Monrose                                         | 2006–2011               |
| Germania      | 2007      | Popstars                           | ProSieben          | Room2012                                        | 2007–2009               |
| Germania      | 2008      | Popstars                           | ProSieben          | Queensberry                                     | 2008–2013               |
| Germania      | 2009      | Popstars                           | ProSieben          | Some & Any                                      | 2009–2010               |
| Germania      | 2010      | Popstars: Girls Forever            | ProSieben          | LaViVe                                          | 2010 - 2011             |
| Germania      | 2012      | Popstars                           | ProSieben          | Melouria                                        | 2012-2013               |
| Germania      | 2015      | Popstars 2015                      | RTL II             | Leandah                                         | 2015-2016               |
| Grecia        | 2003      | Popstars                           | Mega Channel       | Hi-5                                            | 2003-2005               |
| India         | 2002      | Coke [V] Popstars                  | Channel V          | Viva!                                           | 2002-2005               |
| India         | 2003      | Coke [V] Popstars                  | Aasma              | Viva!                                           | 2003-2006               |
| Indonesia     | 2003      | Popstars Indonesia                 | Trans TV           | Sparx                                           | 2003-presente           |
| Irlanda       | 2002      | RTÉ One                            | Irish Popstars     | Six                                             | 2001-2003 2008–2010     |
| Italia        | 2001      | Popstars                           | Italia 1           | Lollipop                                        | 2001-2004 2013-presente |
| Italia        | 2003      | Superstar Tour                     | Italia 1           | Lucky Star                                      | 2003-2006               |
| Kenya         | 2004      | Coca-Cola Popstars                 |                    | Sema                                            | 2004-2008               |
| Malaysia      | 2003      | Popstars                           | NTV7               | By'U                                            | 2003-2005               |
| Messico       | 2002      | Popstars                           | Televisa           | T' de Tila                                      | 2002-2003               |
| Norvegia      | 2001      | Popstars                           | TV3 Norway         | Cape                                            | 2001-presente           |
| Nuova Zelanda | 1999      | Popstars                           | TV2                | TrueBliss                                       | 1999-2000               |
| Paesi Bassi   | 2004      | Popstars: The Rivals               | RTL 4              | Men2B (boyband) Raffish (girlband)              | 2004-2006               |
| Paesi Bassi   | 2008      | Popstars                           | SBS 6              | RED!                                            | 2008-2010               |
| Paesi Bassi   | 2009-2010 | Popstars                           | SBS 6              | Wesley Klein                                    | 2005-presente           |
| Paesi Bassi   | 2010-2011 | Popstars                           | SBS 6              | Dean Saunders                                   | 1998-presente           |
| Portogallo    | 2001      | Popstars                           | SIC                | Nonstop                                         | 2001-2006               |
| Regno Unito   | 2001      | Popstars                           | ITV                | Hear'Say                                        | 2001-2002               |
| Regno Unito   | 2002      | Popstars: The Rivals               | ITV                | Girls Aloud (girlband) One True Voice (boyband) | 2002-2013 2002-2003     |
| Romania       | 2003      | Popstars                           | Pro TV             | Cocktail                                        | 2003-2005               |
| Russia        | 2002      | PopStars                           | Rossija 1          | Drugie Pravila                                  | 2002-presente           |
| Slovenia      | 2002      | Popstars                           | Kanal A            | Bepop                                           | 2002-2004               |
| Slovenia      | 2003      | Popstars                           | Kanal A            | Unique                                          | 2003-2006               |
| Spagna        | 2002      | Popstars: Todo por un sueño        | Telecinco          | Bellepop                                        | 2002-2004               |
| Sudafrica     | 2002      | Popstars                           | e.tv               | 101                                             | 2002-2004               |
| Sudafrica     | 2004      | Popstars                           | e.tv               | Jamali                                          | 2003-presente           |
| Sudafrica     | 2010      | Popstars                           | e.tv               | Nne Vida                                        | 2010-presente           |
| Stati Uniti   | 2001      | Popstars                           | The WB             | Eden's Crush                                    | 2001-2002               |
| Stati Uniti   | 2001      | Popstars                           | The WB             | Scene 23                                        | 2001-2002               |
| Svezia        | 2001      | Popstars                           | Kanal 5            | Excellence                                      | 2001-2002               |
| Svezia        | 2002      | Popstars                           | Kanal 5            | Supernatural                                    | 2002-2004               |
| Svezia        | 2003      | Popstars                           | Kanal 5            | Johannes Kotschy                                | 2003-presente           |
| Tanzania      | 2004      | Coca-Cola Popstars                 |                    | Wakilisha                                       | 2004-2008               |
| Turchia       | 2003      | Popstars                           | Show TV            | Abidin                                          | 2003-presente           |
| Turchia       | 2004      | Popstars                           | Show TV            | Selçuk Demirelli                                | 2004-presente           |
| Uganda        | 2004      | Coca-Cola Popstars                 |                    | Blu3                                            | 2004-presente           |
| Ungheria      | 2002      | Popsztárok                         | TV2                | Sugar & Spice                                   | 2002-2005               |